# Catedral de Havana
A Catedral de São Cristóvão de Havana (oficialmente: Catedral de la Virgen María de la Concepción Inmaculada de La Habana) é uma grande catedral católica romana da cidade de Havana, sendo sé da Arquidiocese homônima. O templo foi construído pelos Jesuítas entre 1748 e 1777 no local de uma antiga igreja. 
A catedral faz parte do sítio Cidade antiga de Havana e suas fortificações considerado Patrimônio Mundial pela UNESCO e é considerada pelo povo cubano a mais importante construção da Plaza de la Catedral. 